# مردم امهارا
مردمان امهارا یا حبشی‌ها یک گروه قومی هستند که از دیر زمانی در بلندی‌های اتیوپی می‌زیسته‌اند. بر پایه سرشماری ملی در سال ۲۰۰۷ مردم امهارا تعدادشان ۱۹٬۸۶۷٬۸۱۷ تن می‌باشد که ۲۶٫۹٪ جمعیت اتیوپی را تشکیل می‌دهند و بیشترشان پیرو آیین ارتدکس هستند.